# Corapipo
Corapipo é um género de ave da família Pipridae.
Este género contém as seguintes espécies:
- Corapipo gutturalis
- Corapipo leucorrhoa
- Corapipo altera